# Shadows House
Shadows House (jap. シャドーハウス) ist eine Manga-Serie vom Duo So-ma-to, die in Japan seit 2018 erscheint. Sie wurde in mehrere Sprachen übersetzt und als Anime-Fernsehserie adaptiert.

## Inhalt
In einem riesigen Anwesen am Rande der Stadt lebt die adelige Familie Shadow, deren Angehörige alle gesichtslose, schwarze Gestalten sind. Um ihnen als Gesicht zu dienen, besitzt jeder von ihnen eine lebendige Puppe. Diese sind zugleich die persönlichen Diener und mit der Reinigung der Gemächer und des Hauses betraut. Denn ständig sammelt sich Ruß in jeder Ecke des Hauses. Die junge Puppe Emilico kümmert sich zunächst nur um die Zimmer ihrer Meisterin Kate. Als sie darin Übung hat, kann sie die Gemächer verlassen und die Gemeinschaftsräume ihres Flügels putzen, zusammen mit vielen anderen Puppen, die sie dabei kennenlernt.
Während sie das Putzen schon gut beherrscht, versteht Emilico ihre Pflicht als „Gesicht“ ihrer Meisterin zu dienen, noch nicht. Sie hat noch viel zu lernen, denn bald steht das „Debüt“ von ihr und Kate an, bei dem sie in die Gemeinschaft der Familie eingeführt und Emilicos Fähigkeiten als Puppe geprüft werden. Während sie sich darauf vorbereitet, erfährt sie von immer mehr Geheimnissen: Wo sich zu viel Ruß sammelt, entstehen gefährliche Phantome, die die Puppen bekämpfen müssen. Sie alle wurden vom „Großvater“, dem Familienoberhaupt, erschaffen, der die Fähigkeit hat, den Puppen Leben einzuhauchen. Und alle Puppen sind zu unbedingter Treue verpflichtet und dürfen ihren Alltag nicht in Frage stellen. Vielen Puppen nehmen die Verpflichtungen gegenüber der Familie und ihren Meistern sehr ernst, was der fröhlichen, naiven Emilico schwerfällt. So bekommt sie schnell Ärger, so wie auch einige der weniger geschickten Puppen. Gemeinsam mit ihnen und  ihrer Meisterin Kate, die plötzlich die Fähigkeit zeigt, Ruß aus der Ferne zu bewegen, will sie den Geheimnissen des Hauses auf den Grund gehen.

## Veröffentlichung
Der Manga des unter dem Pseudonym So-ma-to veröffentlichenden Duos erscheint seit September 2018 im Magazin Young Jump beim Verlag Shūeisha. Dieser bringt die Kapitel seit Januar 2019 auch in bisher 20 Sammelbänden heraus (Stand Juli 2025).
Auf Deutsch erscheint die Serie seit August 2023 bei Manga Cult mit bisher zwölf Bänden in einer Übersetzung von Florian Weitschies und Etsuko Tabuchi (Stand Juni 2025). Eine englische Übersetzung erscheint bei Yen Press, eine spanische bei Milky Way Ediciones und eine italienische bei J-Pop.

## Anime-Fernsehserie
Zum Manga wurde bei Studio CloverWorks eine Adaption als Anime produziert. Die zwei Staffeln mit insgesamt 25 Folgen entstanden unter der Regie von Kazuki Ohashi und nach einem Drehbuch von Toshiya Ono. Das Charakterdesign entwarf Chizuko Kusakabe, in der zweiten Staffel auch Shihomi Matsubayashi, und die künstlerische Leitung lag bei Chihiro Gotō und Hirofumi Sakagami. Die Tonarbeiten leitete Kisuke Koizumi und für die Kameraführung war in der ersten Staffel Yoshiki Obata verantwortlich, in der zweiten Staffel Shinya Kuwabara.
Der Anime wurde erstmals im Oktober 2020 angekündigt. Die erste Staffel mit 13 Folgen zu je 23 Minuten Laufzeit wurde vom 11. April bis 4. Juli 2021 bei den Sendern Tokyo MX, BS11, Gunma TV, Tochigi TV, MBS, BS Asahi, Wowow und FTV gezeigt. Die 12 Folgen der zweiten Staffel wurden vom 9. Juli bis 24. September 2022 erstmals ausgestrahlt. Jeweils parallel zur japanischen Fernseh-Ausstrahlung erfolgte eine internationale Veröffentlichung auf diversen Streaming-Plattformen mit Untertiteln unter anderem auf Deutsch, Englisch, Französisch und Spanisch. Für Englisch, Spanisch und Portugiesisch entstanden auch Synchronfassungen.

### Synchronisation
| Rolle   | Japanische Stimme (Seiyū) |
| ------- | ------------------------- |
| Emilico | Yū Sasahara               |
| Kate    | Akari Kitō                |
| Lou     | Ayane Sakura              |
| Shaun   | Kōdai Sakai               |
| Ricky   | Reiji Kawashima           |
| Ram     | Shino Shimoji             |
| Edward  | Wataru Hatano             |

### Musik
Die Musik der Serie wurde komponiert von Kenichiro Suehiro. Für den Vorspann der ersten Staffel verwendete man das Lied A Hallow Shadow von Kenichiro Suehiro und der Abspann wurde mit Nai Nai von ReoNa unterlegt. Eine Ausnahme ist die achte Folge, deren Abspanntitel ist Watashi no Kanpeki na Sekai von Kenichiro Suehiro. In der zweiten Staffel ist das Opening Shall We Dance? von ReoNa und der Abspann unterlegt mit Masquerade von ClariS.